# 경주 기림사 소조비로자나삼불좌상
경주 기림사 소조비로자나삼불좌상(慶州 祇林寺 塑造毘盧遮那三佛坐像)은 대한민국 경상북도 경주시 문무대왕면 호암리, 기림사에 있는 조선시대의 불상이다. 1988년 11월 4일 대한민국의 보물 제958호로 지정되었다.

## 개요
신라 선덕여왕 12년(643) 승려 광유가 창건하여 임정사(林井寺)라 부르던 것을 원효대사가 기림사로 고쳐 부르기 시작하였다. 기림사 대적광전에 모셔진 불상인 소조비로자나삼불좌상은 향나무로 틀을 만든 뒤 그 위에 진흙을 발라 만든 것이다.
중앙에 비로자나불을 모시고 좌우에 약사(藥師)와 아미타불(阿彌陀佛)을 협시로 배치한 형태이다. 근엄하면서도 정제된 얼굴, 양감이 풍부하지 않은 신체의 표현, 배부분의 띠로 묶은 옷 등에서 16세기 초에 만들어진 불상으로 추정된다.

## 참고 자료
- 경주 기림사 소조비로자나삼불좌상 - 국가유산청 국가유산포털